# 유시마
유시마(湯島)는 일본 도쿄도 분쿄구의 마을이다. 유시마세이도, 유시마 텐만구, 도쿄 의과치과대학 등이 소재하고 있다.